# رافيندرا ناندا
الدكتور رافيندرا ناندا (ولد في 19 فبراير 1943) هو أستاذ ورئيس قسم العلوم القحفية ورئيس قسم تقويم الأسنان في جامعة كونيتيكت كلية طب الأسنان. وهو عضو في كلية تأسيس كلية طب الأسنان، عمل رافيندرا في جامعة كونيتيكت منذ عام 1972 حيث شغل أيضًا منصب رئيس الخريجين في قسم تقويم الأسنان. وهو مبتكر للعديد من الأجهزة المختلفة في تقويم الأسنان. وتشمل أبحاثه واهتماماته الطبية تقويم الأسنان للمراهقين والبالغين، وبيولوجيا حركية السن، وجراحة العظام القحفية، والميكانيكا الحيوية، وتطوير ميكانيكا فعالة لتقديم الرعاية الطبية لتقويم الأسنان.

## الحياة الشخصية
وُلد د. ناندا في ليالبور، الهند البريطانية (حاليًا فيصل أباد، باكستان) كأصغر طفل وسط سبعة أطفال. والده، طبيب أسرة، مارس تلك المهنة لمدة 30 عامًا هناك. لديه شقيقان، الدكتور رام ناندا والدكتور سورندر ناندا، وهما أخصائيان في تقويم الأسنان في الولايات المتحدة الأمريكية. تخرّج الدكتور ناندا وحصل على بكالوريوس تقويم الأسنان تحت إشراف أخيه الأكبر الدكتور رام ناندا، الذي كان رئيس قسم تقويم الأسنان في كلية الملك جورج الطبية، جامعة لكناو. وهو متزوج ويعيش حاليًا في ولاية كونيتيكت.

## التعليم
حصل الدكتور ناندا على درجة البكالوريوس والماجستير في طب الأسنان وتقويم الأسنان من كلية الملك جورج الطبية، جامعة لكناو. وقد تم اختيار أطروحته حول «دراسة سيفالوميتريك من مجمع دينتوفاسيال من الهنود الشمال» لمنحة البحوث منحة من المجلس الهندي للبحوث الطبية ونشرت في عدد يناير 1969 من مجلة تقويم الأسنان الملائكية. التحق ناندا بجامعة كاثوليك في هولندا في عام 1967 وحصل على درجة الدكتوراه في الفلسفة في عام 1969. وجاء الدكتور ناندا إلى كلية طب الأسنان الجديدة في لويولا في شيكاغو في عام 1970، بعد أن خدم كزميل وأستاذ مساعد في تقويم الأسنان مع فرانس فان دير ليندن. في عام 1972، تقدم إلى قسم تقويم الأسنان، جامعة كونيتيكت في فارمنجتون، فارمنغتون، وحصل على شهادته في تقويم الأسنان تحت إشرافالدكتور تشارلز بورستون.

## الحياة المهنية
انضم ناندا إلى طاقم التدريس بجامعة كونيتيكت في عام 1972 بعد تدريس سنتين في جامعة لويولا في مايوود،. على مدى السنوات ال 39 الماضية انتقل من أستاذ مساعد لأستاذ كامل في عام 1979. تولى منصب رئيس قسم تقويم الأسنان في عام 1992 وتم ترقيته لقيادة قسم العلوم القحفية في عام 2004، والتي تشمل أقسام الفم والوجه والفكين، والتعليم المتقدم في طب الأسنان العام، وتقويم الأسنان.
شغل ناندا أيضًا منصب عضو والرئيس السابق لرابطة شمال الأطلسي من جمعية إدوارد ه. كورنر لتقويم الأسنان. يشغل ناندرا حاليًا، منصب رئيس تحرير لمجلة التقدم في تقويم الأسنان، بالإضافة إلى أنه محرر مشارك في مجلة تقويم الأسنان الطبية وعلى هيئة التحرير وشارك في لإصدار تسع مجلات وطنية لتقويم الأسنان على النطاق الدولي. شغل ناندا أيضًا عضو الجمعية الأمريكية لطب الأسنان، ورابطة طب الأسنان في ولاية كونيتيكت، وجمعية هارتفورد لطب الأسنان، والجمعية الأمريكية لتقويم الأسنان، والجمعية الأوروبية لتقويم الأسنان، والرابطة الدولية لبحوث الأسنان، وكلية الدبلوماسيين في المجلس الأمريكي لتقويم الأسنان وقد قام بتأليف وتحرير سبعة كتب مدرسية وأكثر من 200 منشور ومجلة استعراضية بمساعدة أقرانه. وقد أعطى محاضرات رئيسية في أكثر من 40 بلدًا وحصل على جوائز ومكافآت من منظمات تقويم الأسنان الأمريكية والدولية. في الآونة الأخيرة تم تكريم الدكتور ناندا مع عضوية دائمة مدى الحياة من قبل جمعية تقويم الأسنان الهندية، في نيودلهي.

## الجوائز والأوسمة
وقد حصل الدكتور ناندا على العديد من الجوائز لمساهماته في طب الأسنان وتقويم الأسنان. ومن أبرزها:
- عضو فخري - جمعية تقويم الأسنان الأردنية.[9]
- محاضر شرفي بجامعة جون تايلور، أستراليا - جمعية أستراليا لمؤسسة تقويم الأسنان.[9]
- محاضر شرفي بجامعة شيلدون فريل - الجمعية الأوروبية لتقويم الأسنان.[9]
- أستاذ زائر بجامعة كيث غودفري، سيدني، أستراليا - جامعة سيدني.[9]
- جائزة الإنجاز مدى الحياة - جامعة جامعة كونيتيكت.[9]
- محاضر شرفي بجامعة جون ميرشون، بوسطن، ماساتشوستس - الجمعية الأمريكية لتقويم الأسنان.[9]
- عضو فخري - جمعية تقويم الأسنان التشيكية.[9]
- عضو فخري - جمعية تقويم الأسنان التايوانية.[9]
- العضوية الفخرية مدى الحياة - جمعية تقويم الأسنان الهندية.[9]
- محاضر شرفي بالجمعية الأسترالية لتقويم الأسنان.[9]
- عضو فخري - جمعية أمريكا الوسطى لتقويم الأسنان.[9]
- محاضرة شرفي بجامعة سان فرانسيسكو، سان فرانسيسكو، كاليفورنيا.[9]
- زميل باحث - جامعة توهوكو، سينداي، اليابان.[9]

## المؤلفات

### الكتب
- ناندا، وبورستون، الاحتفاظ والاستقرار في تقويم الأسنان. مؤسسة سوندرز للنشر، فيلادلفيا، با، 1993.
- ناندا، الميكانيكا الحيوية في تقويم الأسنان الطبي. مؤسسة سوندرز للنشر، فيلادلفيا، با، 1996.
- ناندا، الميكانيكا الحيوية والاستراتيجيات الجمالية في تقويم الأسنان الطبي. مؤسسة سوندرز للنشر، فيلادلفيا، با 2005.
- ناندا، التدخلات العلاجية المؤقتة في تقويم الأسنان. فيلادلفيا: مؤسسة سوندرز للنشر، 2008.
- ناندا، وكابيلا، العلاج بالتيار في تقويم الأسنان، مؤسسة موسبي للنشر. سانت لويس. أبريل، 2009.
- ناندا، .الجماليات والميكانيكا الحيوية في تقويم الأسنان،، مؤسسة موسبي للنشر. سانت لويس، 2015.
- ناندا، وأوريب، أطلس مجمع تقويم الأسنان، مؤسسة إلزيفير للنشر، سانت لويس، 2016.

### دراسات ودراسات تحريرية
- ناندا، الحنك العادي والحنك المشقوق الناجم في أجنة الفئران: في الجسم الحي في المختبر ودراسة على التطور الجنيني. جيبر جانسن، نيميجن، هولندا، دراسة نحريرية رقم 1-120، 1969.
- ناندا، ندوة في تقويم الأسنان، عيادات الأسنان في أمريكا الشمالية مؤسسة سوندرز للنشر، فيلادلفيا، با، 1981. (الترجمة باليابانية والإسبانية والإيطالية والألمانية واليونانية).
- ناندا، علاج مشاكل تقويم الأسنان المعقدة. ندوات في تقويم الأسنان مؤسسة سوندرز للنشر، فيلادلفيا، با، 1996.
- ناندا، تقويم الأسنان الكبار. عيادات طب الأسنان في أمريكا الشمالية، المجلد 1. مؤسسة سوندرز للنشر، فيلادلفيا، با، 40:11، 811-1016، 1996.
- ناندا، تقويم الأسنان للكبار. عيادات طب الأسنان في أمريكا الشمالية، المجلد 11. مؤسسة سوندرز للنشر، فيلادلفيا، با، 41: 1-154، 1997.